# Letlotlo Mawanda
Letlotlo Musi Mawanda (ur. 1 kwietnia 1980 w Maseru) – lesotyjski koszykarz, uczestnik Mistrzostw Afryki 2005.
W 2005 roku wziął udział w Mistrzostwach Afryki, gdzie reprezentacja Lesotho odpadła już po rundzie eliminacyjnej. Podczas tego turnieju wystąpił w czterech meczach, w których zdobył jedynie dwa punkty (w meczu przeciwko reprezentacji Mozambiku). Zanotował także jedną asystę, pięć przechwytów, i cztery zbiórki defensywne. Ponadto miał na swym koncie także jedenaście fauli i dwanaście strat. W sumie na parkiecie spędził około 82 minuty.